# Star Trek: Strange New Worlds
Star Trek: Strange New Worlds är en amerikansk äventyrs- och science-fiction-TV-serie från 2022 skapad av Akiva Goldsman, Alex Kurtzman och Jenny Lumet. Serien hade premiär i USA den 5 maj 2022 och den andra säsongen kommer att ha premiär den 15 juni 2023. Serien har även fått kontrakt på en tredje säsong. Såväl säsong 2 som 3 kommer att bestå av 10 avsnitt.

## Handling
Serien utspelar sig cirka 10 år före händelserna i Star Trek: The Original Series och kretsar kring besättningen på rymdskeppet U.S.S. Enterprise, under ledning av kapten Christopher Pike. Förutom Pike är även återkommer bland andra Spock, Nyota Uhura och Christine Chapel.

## Rollista (i urval)
- Anson Mount - Christopher Pike
- Ethan Peck - Spock
- Jess Bush - Christine Chapel
- Christina Chong - La'an Noonien-Singh
- Celia Rose Gooding - Nyota Uhura
- Melissa Navia - Erica Ortegas
- Babs Olusanmokun - Joseph M'Benga
- Bruce Horak - Hemmer
- Rebecca Romijn - Number One
- Martin Quinn - Montgomery Scott
- Carol Kane - Pelia